# Ahn Sahng-hong
Ahn Sahng-Hong (o Ahnsahnghong dentro de la iglesia) (13 de enero de 1918– 25 de febrero de 1985) es considerado como Dios por la  Iglesia de Dios.

## Biografía

### Primeros años
Ahn Sahng-hong nació el 13 de enero de 1918 en Dongrae-gu, Busan, Corea del Sur, en una familia no cristiana, hijo de Ahn Gyujoong y Weoljeon Lee. En 1947 se unió a la Iglesia Adventista del Séptimo Día, y fue bautizado en 1948 según la iglesia de Dios. En 1953 comenzó a recibir revelaciones y se volvió crítico de la Iglesia Adventista. En 1962, Ahn Sahng Hong fue expulsado de la Iglesia Adventista del Séptimo Día, por la crítica al uso de cruz como un símbolo religioso, y por enseñar la necesidad de guardar las Siete Fiestas Solemnes del Nuevo Pacto presentes en la biblia. En 1964, Ahn Sahng Hong fundó la Iglesia de Dios, con veintitrés miembros.

### Historia de la Fundación de la Iglesia de Dios Sociedad Misionera Mundial
Luego de ser fundada, esta iglesia se expandió hasta tener trece congregaciones en Corea del Sur, actualmente más de 400 en todo el país. El núcleo de sus prácticas y su fe son a partir de un Nuevo Pacto creado por Ahn, no practicado en ninguna iglesia cristiana actualmente, junto con el añadido de rechazar el uso de la Cruz como símbolo cristiano, el día de reposo del Nuevo Pacto, La regla del velo y la celebración de las Fiestas Solemnes presentes en el antiguo y nuevo testamento.

### Fallecimiento
Ahn Sahng-hong murió el 25 de febrero de 1985 a las 12:35 de la tarde en el Hospital Merinol en Jung-gu, Busan, Corea del Sur. Su tumba se encuentra en el sur de la provincia de Gyeongsang dónde está enterrado en el cementerio público Myosoda, cerca de Oeseok-ri. En su tumba están inscritas las palabras "el profeta Elías". También se hace referencia que él profetizo su muerte cuatro años antes, en el año 1981 mediante una revista religiosa coreana él decía que Cristo en su segunda venida tenía que morir 37 años después de haber comenzado su ministerio de predicación.

### Día de reposo
Ahn Sahng-hong guardó sin profanar nunca el día de reposo, día sábado bíblicamente (ref. Gn 2:1-3). Él creía fielmente que el día de reposo debe ser mantenido perpetuamente como día santo, siendo señal entre Dios y sus hijos a fin de recibir bendiciones en toda época e historia según las enseñanzas de la Santa Biblia. (ref. Éx. 31:13-14,Éx. 20:8,He. 4:3-6,Lc. 4:16,Mt. 12:8,Hch. 18:4,Hch. 17:2-3)

### Las Fiestas Solemnes de Dios
En sus libros, el señor Ahn Sahng-hong enseñó y
recordó sobre la importancia de mantener las 7 Fiestas
solemnes de Dios como prácticas perpetuas
concernientes a la adoración, la alabanza, la gratitud y
la expiación de Dios (ref. Dt. 16:16,Lv. 23,Nm. 28:16).
Enfatizando en la primera de estas, La Pascua; fundada
por Dios mediante Moisés en el Antiguo Testamento y
posteriormente cumplida por Jesús en el Nuevo
Testamento estableciendo así la Pascua del Nuevo
Pacto.

### Iglesia de Dios Sociedad Misionera Mundial
Ahn Sahng-hong líder de la Iglesia de Dios Sociedad Misionera Mundial designó a Kim Joo-Cheol como Pastor General de la Iglesia y que Zhang Gil-Jah (Zhang Gil-Jah) era la esposa espiritual Ahn Sahng-Hong. Los miembros de la IDDSMM afirman que Ahn Sahng-hong fue la segunda venida de Jesucristo, según las profecías de la Biblia.

## Los libros
- EL MISTERIO DE DIOS Y LA FUENTE DEL AGUA DE LA VIDA[2]
- LOS VISITANTES DEL MUNDO ANGELICAL[3]
- EL ÁRBOL DE LA CIENCIA DEL BIEN Y DEL MAL Y EL EVANGELIO[4]
- LA LEY DE MOISÉS Y LA LEY DE CRISTO[5]
- SANTO PADRE · SANTO HIJO · ESPÍRITU SANTO LAS EXPLICACIONES DE LA TRINIDAD[6]
- LAS PLAGAS POSTRERAS Y EL SELLO DE DIOS[7]